# Allium kurtzianum
Allium kurtzianum là một loài thực vật có hoa trong họ Amaryllidaceae. Loài này được Asch. & Sint. ex Kollmann mô tả khoa học đầu tiên năm 1983.